# Kazuki Someya
Kazuki Someya (japanisch 染矢 一樹 Someya Kazuki; * 13. Oktober 1986 in der Präfektur Osaka) ist ein japanischer Fußballspieler.

## Karriere
Someya erlernte das Fußballspielen in der Universitätsmannschaft der Nara-Sangyo-Universität. Seinen ersten Vertrag unterschrieb er 2009 bei FC Gifu. Der Verein aus Gifu spielte in der zweithöchsten japanischen Liga, der J2 League. Für den Verein absolvierte er 165 Ligaspiele. 2014 wechselte er zum Ligakonkurrenten Fagiano Okayama. Für den Verein aus Okayama stand er 27-mal auf dem Spielfeld. 2016 wechselte er zum Drittligisten Ōita Trinita nach Ōita. Nachdem er in Ōita nicht zum Einsatz gekommen war, wechselte er im Juli 2016 nach Numazu zum Azul Claro Numazu. Mit dem Verein spielte er in der Japan Football League. Am Ende der Saison 2016 stieg der Verein in die dritte Liga auf.